# Rokietnica (gromada w powiecie poznańskim)
Rokietnica – dawna gromada, czyli najmniejsza jednostka podziału terytorialnego Polskiej Rzeczypospolitej Ludowej w latach 1954–1972.
Gromady, z gromadzkimi radami narodowymi (GRN) jako organami władzy najniższego stopnia na wsi, funkcjonowały od reformy reorganizującej administrację wiejską przeprowadzonej jesienią 1954 do momentu ich zniesienia z dniem 1 stycznia 1973, tym samym wypierając organizację gminną w latach 1954–1972.
Gromadę Rokietnica z siedzibą GRN w Rokietnicy utworzono – jako jedną z 8759 gromad na obszarze Polski – w powiecie poznańskim w woj. poznańskim, na mocy uchwały nr 33/54 WRN w Poznaniu z dnia 5 października 1954. W skład jednostki weszły obszary dotychczasowych gromad Krzyszkowo, Napachanie, Rokietnica, Sobota i Kobylniki (bez miejscowości Koralewo) oraz niektóre parcele z karty 3 obrębu Mrowino z dotychczasowej gromady Mrowino ze zniesionej gminy Rokietnica w powiecie poznańskim, a także obszar dotychczasowej gromady Żydowo ze zniesionej gminy Oborniki-Południe w powiecie obornickim w tymże województwie. Dla gromady ustalono 26 członków gromadzkiej rady narodowej.
1 stycznia 1960 do gromady Rokietnica włączono obszar zniesionej gromady Mrowino w tymże powiecie.
1 stycznia 1962 do gromady Rokietnica włączono obszar zniesionej gromady Kiekrz w tymże powiecie.
1 stycznia 1972 z gromady Rokietnica wyłączono osiedle Pawłowice, włączając je do gromady Suchy Las w tymże powiecie.
Gromada przetrwała do końca 1972 roku, czyli do kolejnej reformy gminnej. 1 stycznia 1973 w powiecie poznańskim reaktywowano gminę Rokietnica.